# Alexandria (Tennessee)
Alexandria é uma cidade  localizada no estado norte-americano de Tennessee, no Condado de DeKalb.

## Demografia
Segundo o censo norte-americano de 2000, a sua população era de 814 habitantes. 
Em 2006, foi estimada uma população de 863, um aumento de 49 (6.0%).

## Geografia
De acordo com o United States Census Bureau tem uma área de 
2,3 km², dos quais 2,3 km² cobertos por terra e 0,0 km² cobertos por água. Alexandria localiza-se a aproximadamente 199 m acima do nível do mar.

## Localidades na vizinhança
O diagrama seguinte representa as localidades num raio de 16 km ao redor de Alexandria. 